# Cantone di Castillon-en-Couserans
Il Cantone di Castillon-en-Couserans era una divisione amministrativa dell'arrondissement di Saint-Girons.
A seguito della riforma approvata con decreto del 18 febbraio 2014, che ha avuto attuazione dopo le elezioni dipartimentali del 2015, è stato soppresso.

## Composizione
Comprendeva i comuni di:
- Antras
- Argein
- Arrien-en-Bethmale
- Arrout
- Aucazein
- Audressein
- Augirein
- Balacet
- Balaguères
- Bethmale
- Bonac-Irazein
- Les Bordes-sur-Lez
- Buzan
- Castillon-en-Couserans
- Cescau
- Engomer
- Galey
- Illartein
- Orgibet
- Saint-Jean-du-Castillonnais
- Saint-Lary
- Salsein
- Sentein
- Sor
- Uchentein
- Villeneuve